# Delfgauw
Delfgauw  is een dorp in de gemeente Pijnacker-Nootdorp, in de Nederlandse provincie Zuid-Holland. Het dorp ligt tussen Delft en Pijnacker aan de N473 en de N470, en is grotendeels in de Noordpolder van Delfgauw gebouwd. Door de komst van de Vinex-locatie Emerald is Delfgauw van een paar honderd naar een paar duizend huizen gegroeid. Delfgauw maakte vroeger deel uit van de ambachtsheerlijkheid Vrijenban en later van de gemeente met dezelfde naam. Toen deze in 1921 werd opgeheven, werd Delfgauw aan de gemeente Pijnacker toegevoegd, die in 2002 fuseerde met de gemeente Nootdorp.

## Geschiedenis

### Beginjaren
Delfgauw is van oorsprong een agrarische buurtschap aan twee bebouwingslinten (de Delftsestraatweg en de Noord- en Zuideindseweg) en de Pijnackerse vaart. Vanaf het begin van de twintigste eeuw ontwikkelde deze buurtschap zich langs deze historische linten tot een dorp. De Delftsestraatweg kreeg door zijn verbindende positie tussen Delft en Pijnacker een meer stedelijk karakter, terwijl de Noord- en Zuideindseweg hun landelijke karakter, een lint met boerderijen en grote erven, behielden.
Als vanzelfsprekend ontstond op het kruispunt van de twee linten de S-bocht, een klein dorpscentrum met enkele voorzieningen. De Pijnackerse vaart had in die tijd nog een economische functie als aanvoerroute van producten. Deze werden gelost in het centrum bij de brug en later op de losplaats aan het Spui.

### Ontwikkeling van buurten
Vanaf de Tweede Wereldoorlog maakte Delfgauw een groei door. Achter de linten werden enkele op zichzelf staande buurten gebouwd, zonder een duidelijke relatie met elkaar en met de linten. Allereerst ontstond de Graaf Willem II buurt in het noordwesten van Delfgauw en vervolgens de Burgemeestersbuurt in het zuidwesten. In de jaren negentig kreeg de Graaf Willem II buurt een kleine uitbreiding met het Wethouder Sonneveldhof.

### Ontwikkeling van glastuinbouw
Al vanaf de zeventiende eeuw is er sprake van tuinbouw in Delfgauw. De ligging aan de Pijnackerse vaart als aan- en afvoerroute heeft hierbij een belangrijke rol gespeeld. Door de bevolkingsgroei in Delfgauw en Pijnacker steeg de vraag naar tuinbouwgrond vanaf de jaren vijftig snel. In deze periode kwam ook de bouw van kassencomplexen op gang. Steeds meer grond werd ingevuld met glastuinbouw en op dit moment is het gehele gebied tussen Delfgauw en Pijnacker bestemd als ‘dynamisch glastuinbouwgebied’. Het dorp Delfgauw heeft mede door deze ontwikkelingen een steeds meer gesloten karakter gekregen. De kassen liggen aan de oostkant direct tegen de woningbouw aan en bepalen daar het beeld van het dorp.

### Ontwikkeling van de Delftse Hout en recreatieve voorzieningen
In de jaren zeventig werd ten noorden van Delfgauw recreatiegebied de Delftse Hout aangelegd. Ook bewoners uit Delfgauw profiteren van de recreatieve voorzieningen in het gebied. Zij kunnen de Delftse Hout over de Noordeindseweg direct bereiken.

### Ontwikkeling van Emerald
Eind jaren negentig vond aan de zuidkant van Delfgauw de ontwikkeling van de wijk Emerald plaats. Deze Vinex-wijk, in omvang vele malen groter dan de oude kern van Delfgauw, wordt gezien als uitbreiding van het bestaande dorp. In het ontwerp is dan ook bewust de keuze gemaakt om een relatie tussen Emerald en Oud Delfgauw aan te brengen. Emerald ligt met de rug naar het oude dorp toe en heeft een eigen voorzieningenkern. Hiervan profiteren ook de inwoners van Oud Delfgauw.

## Verkeersdruk
De Delftsestraatweg (N473), van oudsher de doorgaande verbinding tussen Delft en Pijnacker die Delfgauw in tweeën splitst, is in de loop van de jaren steeds drukker geworden. Daarnaast heeft de Delftsestraatweg een functie als ontsluitingsweg van het glastuinbouwgebied Noordpolder, wat zorgt voor een extra belasting van zwaar vrachtverkeer door het dorp.

### Komst van de N470
Met de aanleg van de N470, die zich ten zuiden van Oud Delfgauw en Emerald bevindt, is een nieuwe verbinding ontstaan tussen Delft en Zoetermeer. De openstelling van deze weg in april 2008 heeft de Delftsestraatweg voor een groot deel ontlast van doorgaand verkeer. Hiermee is de verkeersdruk met een derde afgenomen. Daarnaast zijn snelheidsbeperkende maatregelen genomen, waaronder het instellen van een 30 km zone, waarmee het leefklimaat in Delfgauw sterk is verbeterd. In 2019 is het glastuinbouwgebied Noordpolder via de Komkommerweg bereikbaar geworden vanaf de N470 en behoort ook de overlast van het zware vrachtverkeer tot het verleden. Daarmee kan de droom van de Bewonersvereniging Delfgauw, een dorpsplein met bomen en bankjes waar de auto's te gast zijn, bewaarheid worden.

## Bedrijventerreinen
In 1997 werd te Delfgauw het bedrijventerrein Ruyven geopend. De wereldwijd opererende logistieke dienstverlener Kuehne + Nagel heeft hier een vestiging, evenals scheepswerf Royal IHC. Verder zit hier een distributiecentrum van Albert Heijn.
In 2012 zijn de voorbereidende werkzaamheden gestart voor aanleg van het Bedrijventerrein Emerald ofwel Delftparc. De komst van het terrein heeft de nodige obstakels gekend. Bewoners in Emerald hebben tot aan de Raad van State geprotesteerd tegen de komst van het terrein vanwege de verwachte verslechtering van de luchtkwaliteit. Het bedrijventerrein wordt immers ontsloten via de woonwijk (Spiegelmakerstraat). Op het terrein komen vooral kleine kantoren- en opslagunits. Door de economische crisis is de ontwikkeling van het terrein vertraagd.

## Luchtkwaliteit
Delfgauw ligt in de nabijheid van rijksweg A13, welke luchtverontreiniging door onder meer fijnstof veroorzaakt. Diverse plaatselijke werk- en actiegroepen zijn in 2009 actief met betrekking tot het terugdringen van deze vervuiling. In 2009 is besloten plannen tot verbreding van deze weg niet door te laten gaan. Delfgauw ligt in de nabijheid van Rotterdam Airport. Er zijn diverse meetpunten geplaatst om en nabij vliegveld Rotterdam Airport, deze zijn op de website van DCMR Milieudienst Rijnmond te zien. Enkel zijn er geen meetpunten in en om Delfgauw geplaatst. De draai over Delfgauw naar Rotterdam Airport bedraagt om en nabij de 7 kilometer, waardoor vliegtuigen recht over Delfgauw vliegen bij aankomst vanuit het zuiden. Inwoners van Delfgauw hebben daarentegen voor vliegreizen een alternatief voor het drukke Schiphol.

## Naamgeving
Delfgauw komt van het middeleeuwse Delfgawech. Delfgauw bestond toen enkel nog uit een weg langs de 'Delf', de gegraven vaart waar Delft aanlag. 'Ga' kwam van een Fries woord, dat streek of gebied betekende. Dus letterlijk betekende Delfgawech een weg die in het gebied rondom de 'Delf' lag, in de loop der eeuwen is het verbasterd naar Delfgauw.
In Oud-Delfgauw hebben veel straten de namen gekregen van oude burgemeesters. Emerald Noord doet men er vooral aan herinneren dat Delfgauw vroeger een boerendorp was. De straatnamen in Emerald Centrum en Emerald Zuid komen voornamelijk van oude beroepen.

## Geboren in Delfgauw
- Paul Schulten (1965), couturier
- Tyrique Mercera (2003), voetballer

## Foto's

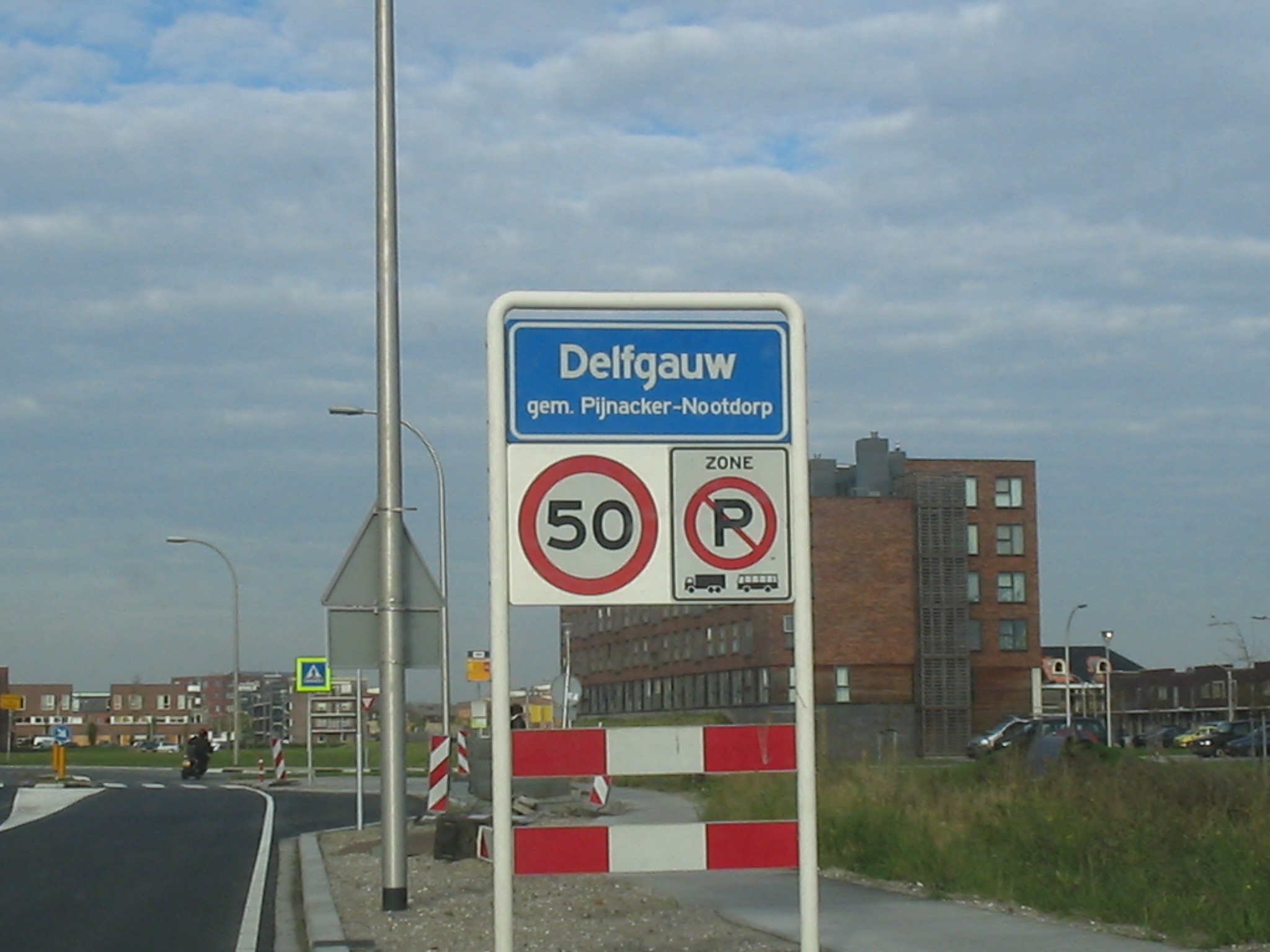
Entree Delfgauw, wijk Emerald
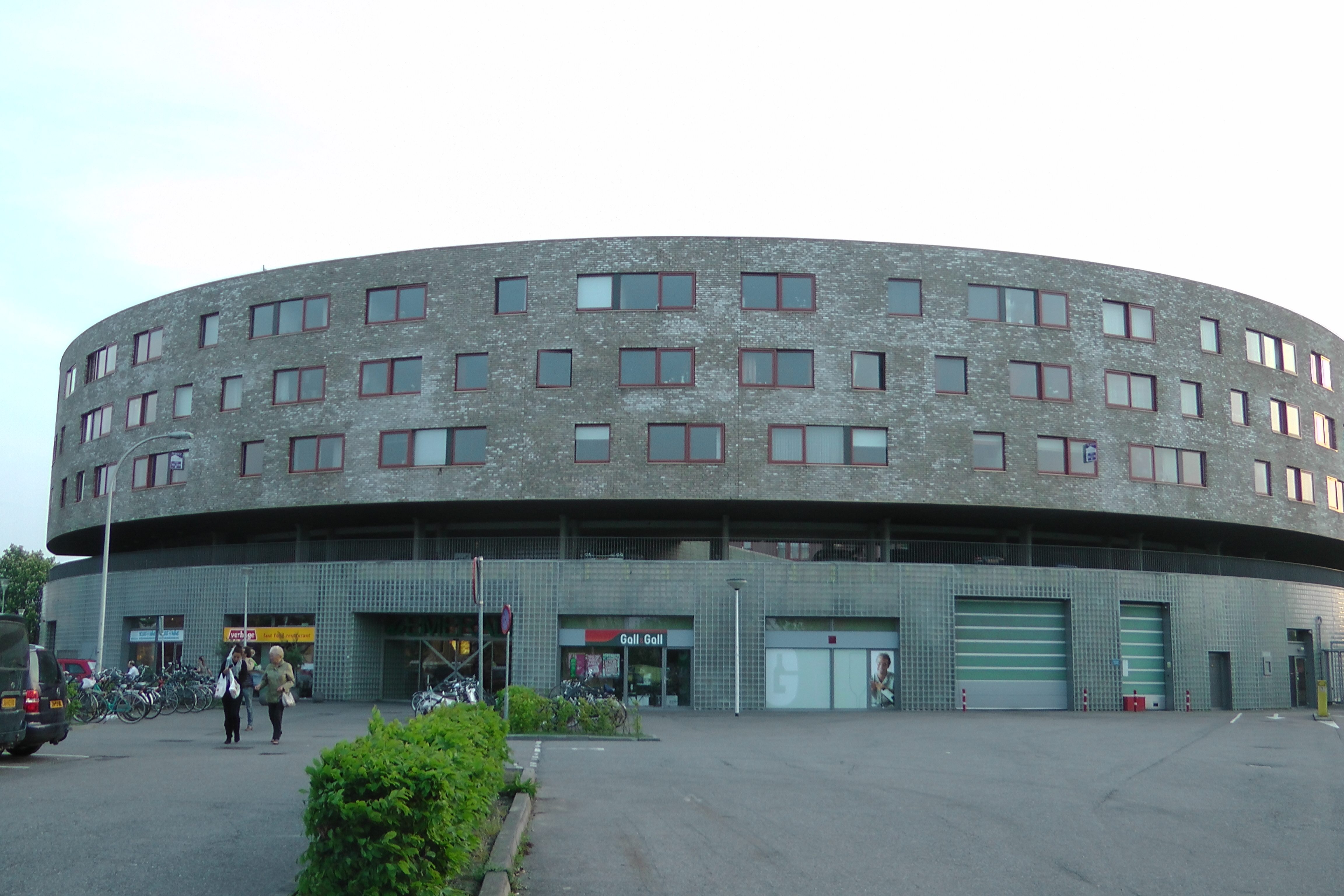
Gebouw Emerald
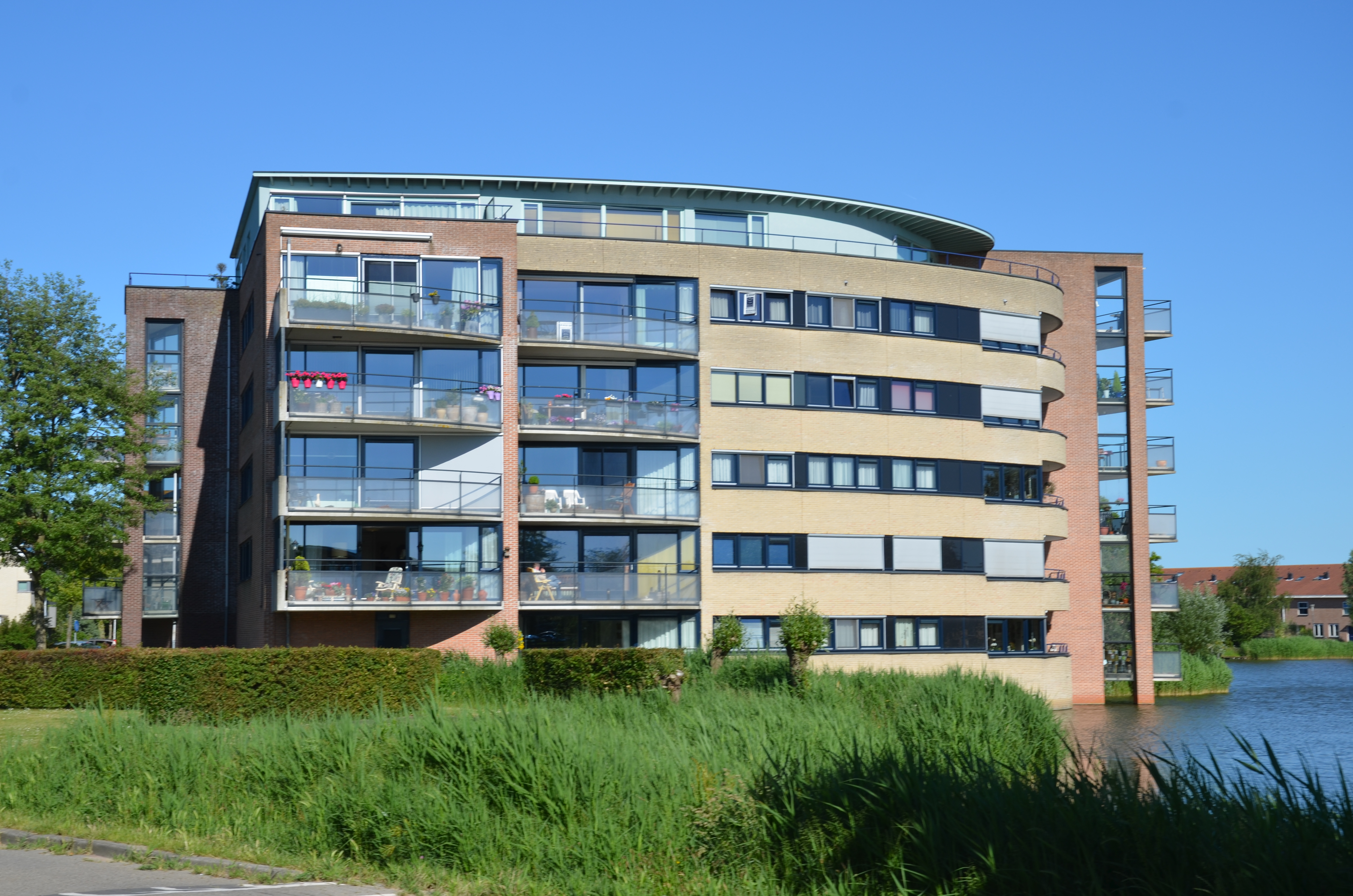
Emerald
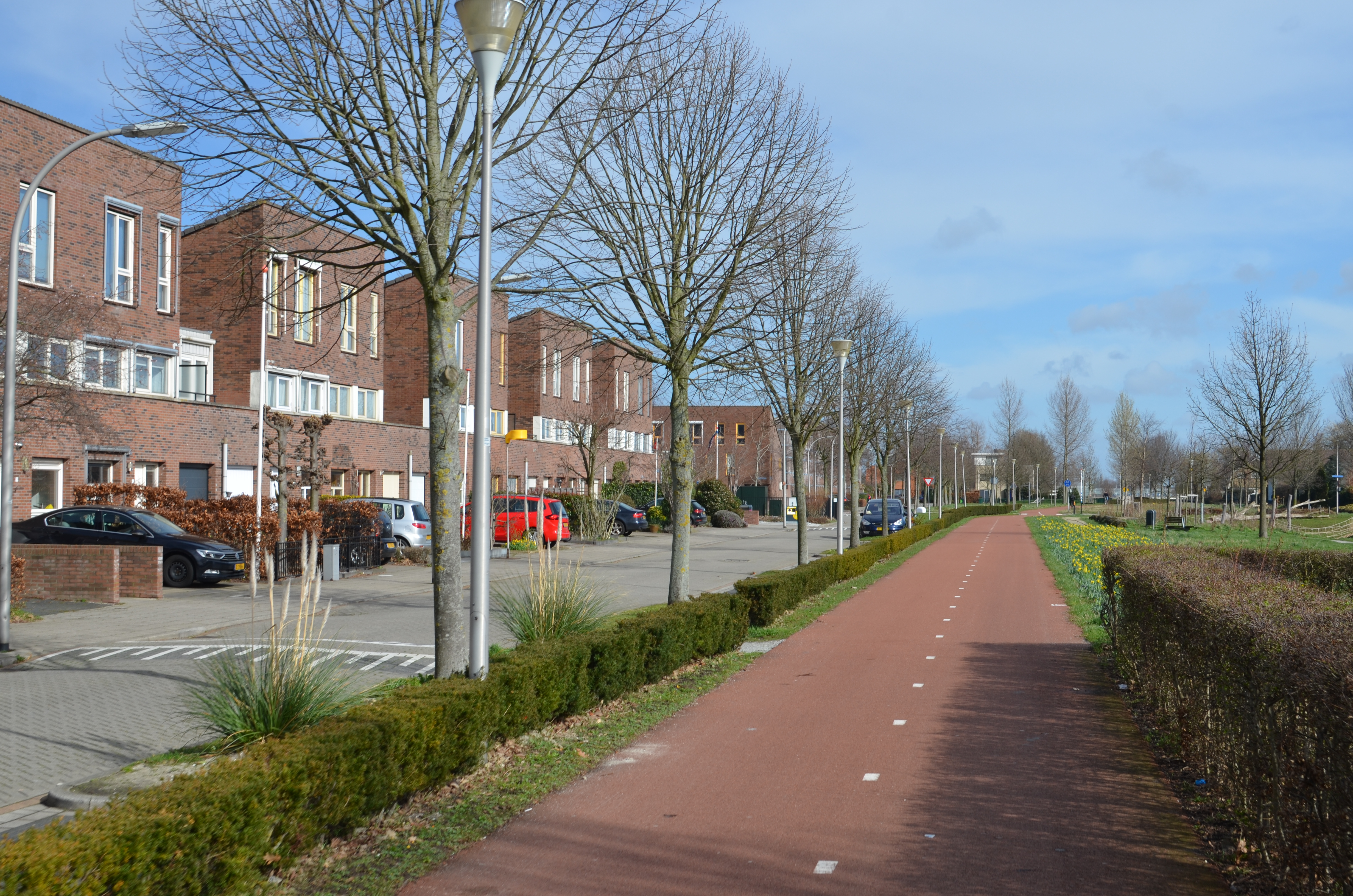
Hoefsmidstraat
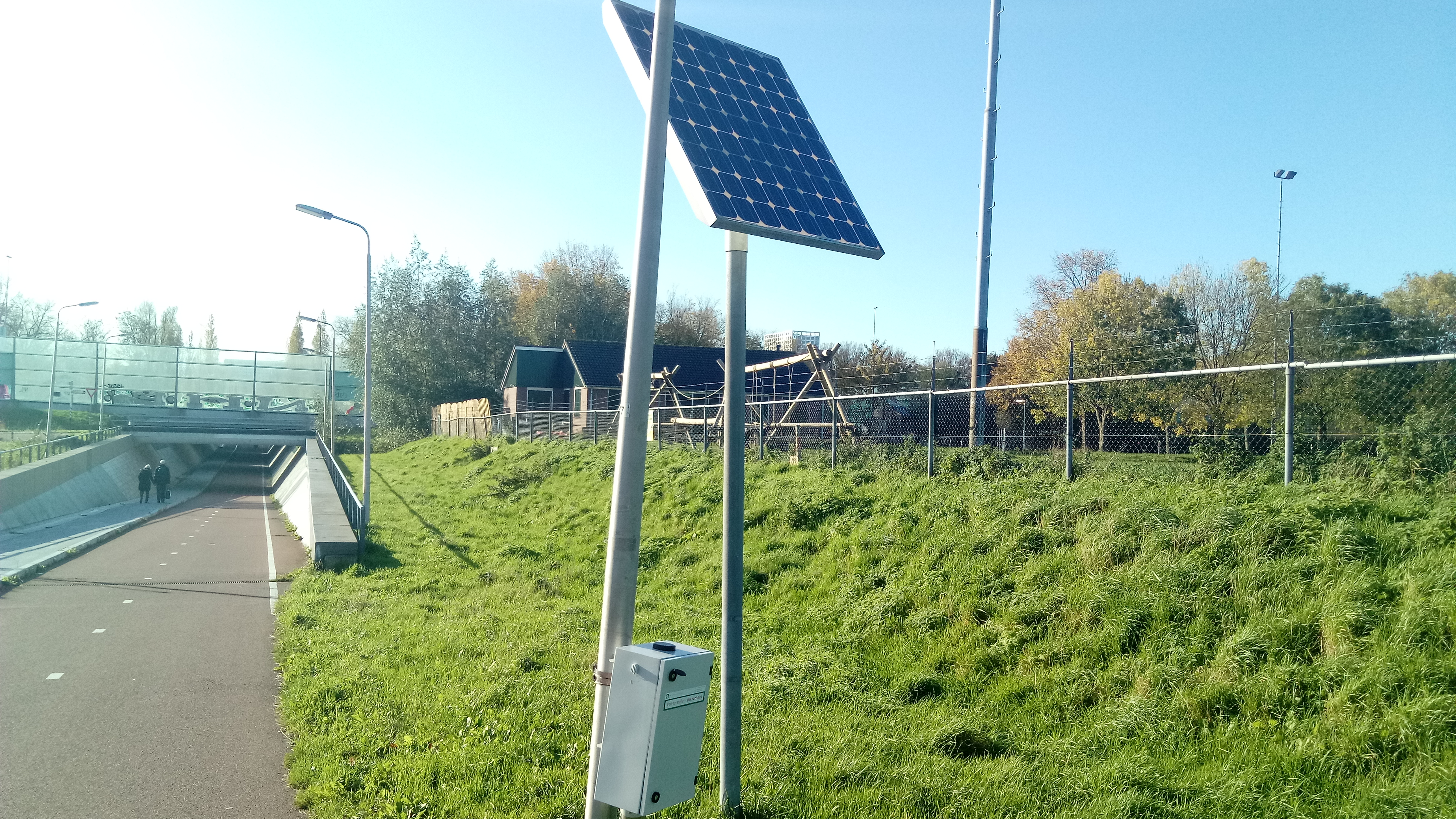
Zonnepaneel

- Library of Congress Control Number: n85207574
- Nationale Bibliotheek van Israël: 987007560058505171
- Virtual International Authority File: 144315775

Dorpen: Delfgauw · Nootdorp · Pijnacker

Buurtschappen: Gooland · Kalisbuurt · Katwijkerlaan · Klein-Delfgauw  · Noukoop · Oude Leede · Vlieland

Zuid-Holland: Steden en dorpen      Nederland: Provincies · Gemeenten